# Zethesides pusilla
Zethesides pusilla är en fjärilsart som beskrevs av George Francis Hampson 1926. Zethesides pusilla ingår i släktet Zethesides och familjen nattflyn. Inga underarter finns listade i Catalogue of Life.